# Honczariwka (obwód lwowski)
Honczariwka (ukr. Гончарівка) – wieś na Ukrainie, w obwodzie lwowskim, w rejonie złoczowskim, w hromadzie Złoczów. W 2023 roku liczyła 1000 mieszkańców.
Do 1946 roku miejscowość nosiła nazwę Bełzec (ukr. Белзець, Bełzeć).

## Położenie
Według Słownika geograficznego Królestwa Polskiego i innych krajów słowiańskich: Bełzec to wieś w powiecie złoczowskim, oddalona o półtorej mili na zachód od Złoczowa i o pół mili od Białego Kamienia.

## Ludność
W latach 1880–1902 ludność rzymskokat. liczyła 105 osób, greckokat. 985, izraelitów 71, razem 1161. Wieś należała do rzymskokat. parafii miasteczka Biały Kamień. Miejscowa parafia greckokat. posiadała dwie cerkwie we wsi i należała do dekanatu złoczowskiego.

## Zabudowania
- murowany, parterowy dwór wybudowany został w 1840[3]
- W 1939 w Bełżcu odbyło się poświęcenie Domu Ludowego[4].